# Misch Crag
Misch Crag är en kulle i Antarktis. Den ligger i Östantarktis. Australien gör anspråk på området. Toppen på Misch Crag är 2 590 meter över havet.
Terrängen runt Misch Crag är kuperad åt nordost, men åt sydväst är den platt. Trakten är obefolkad. Det finns inga samhällen i närheten.